# Славиша Шеврт
Славиша Шеврт (Сарајево, 1970) српски је портрет карикатуриста, пица мајстор и троструки добитник награде Пјер.

## Биографија
Рођен је 1970. године у Сарајеву, где је завршио Школу примењене уметности. У слободно време је радио код стрип продуцента Ервина Рустемагића, у студију Strip art features, где је пронашао француски часопис посвећен тројици најпознатијих француских портрет карикатуриста што га је мотивисало да се и сам тиме бави. Тина Тарнер му је прва портрет карикатура.
Након рата у Босни и Херцеговини трајно се настанио у Београд, где ради у угоститељству. Излагао је на две самосталне и више заједничких изложби. Добитник је значајних награда за карикатуру и стрип, међу којима је награда на Међународном салону стрипа у Београду. Троструки је добитник награде Пјер, прве 2008. за карикатуру Емира Кустурице, затим 2011. за карикатуру Иве Андрића и 2019. за Гордана Михића. Учествовао је на 37. Данима хумора и сатире „Вуко Безаревић”.
На Фестивалу хумора и сатире „Жаока” у Качареву изложио је своје карикатуре 2016. Своје виђење и интерпретацију Раше Попова представио је на шестој манифестацији Дан Раше Попова 2023. На Сланинијади је сликао „Сланинарске карикатуре” 2024, као и карикатуре за посетиоце 2025. Према проценама многих сврстава се у најбоље портретисте на српској сцени карикатуре по „савршеном прецизном карактеру, са благим наглашавањем физичких особина и великим акцентом на занимање или ситуацију у којој се налази портретиста личности”.